# شعار جمهورية لوغانسك الشعبية
يعد شعار جمهورية لوهانسك الشعبية أحد رموز الدولة للدولة المعترف بها جزئيًا، إلى جانب العلم والنشيد الوطني. أعلنت جمهورية لوهانسك الشعبية استقلالها عن أوكرانيا في عام 2014 وتبنت رموزها الوطنية في نفس العام، لكنها حصلت على اعتراف دولي محدود، ولم تعترف بها سوى روسيا وسوريا.

## التاريخ
قبل الموافقة على الشعار من قبل سلطات الجمهورية الانفصالية، تم استخدام نسختين كرموز دولة مؤقتة. أقيمت مسابقة لتصميم شعار جديد في 15 مايو 2014. تمت الموافقة على الشعار الرسمي في 29 أكتوبر 2014.
- من أبريل إلى مايو 2014 - نسر برأسين مع شعار لوهانسك ومعولين متقاطعين تحته (أحيانًا بدون المعاول).[4]
- من يونيو إلى أكتوبر 2014 - شعار النبالة الأوكراني للوهانسك أوبلاست مع بعض التعديلات (تم استبدال ألوان العلم الأوكراني بألوان شريط سانت جرجس، والنص الموجود أسفل الدرع يقرأ جمهورية لوهانسك الشعبية.[4]

الشعار من أبريل إلى مايو 2014
الشعار من يونيو إلى أكتوبر 2014

## الرمزية
يتكون شعار النبالة من نجمة حمراء خماسية محاطة بإطار أبيض وأشعة ذهبية. على يسار ويمين النجمة، توجد سنابل من القمح الذهبي، متشابكة مع شريط بألوان علم الدولة - أزرق فاتح، أزرق، أحمر، على التوالي. خلف سنابل القمح إكليل من أوراق البلوط على كل جانب. تقع أسفل النجمة ثلاث لافتات بألوان العلم الوطني، حيث كُتبت كلمات «جمهورية لوهانسك الشعبية» بالخط السيريلي من الأعلى إلى الأسفل بلون ذهبي. يوجد فوق النجمة الحمراء الخماسية نجمة ذهبية ذات ثمانية رؤوس تلتصق بها كلتا مجموعتي القمح. يحمل التصميم أوجه تشابه مع شعار الاتحاد السوفيتي وشعارات أخرى من النمط الاشتراكي.